# Park Narodowy Quttinirpaaq

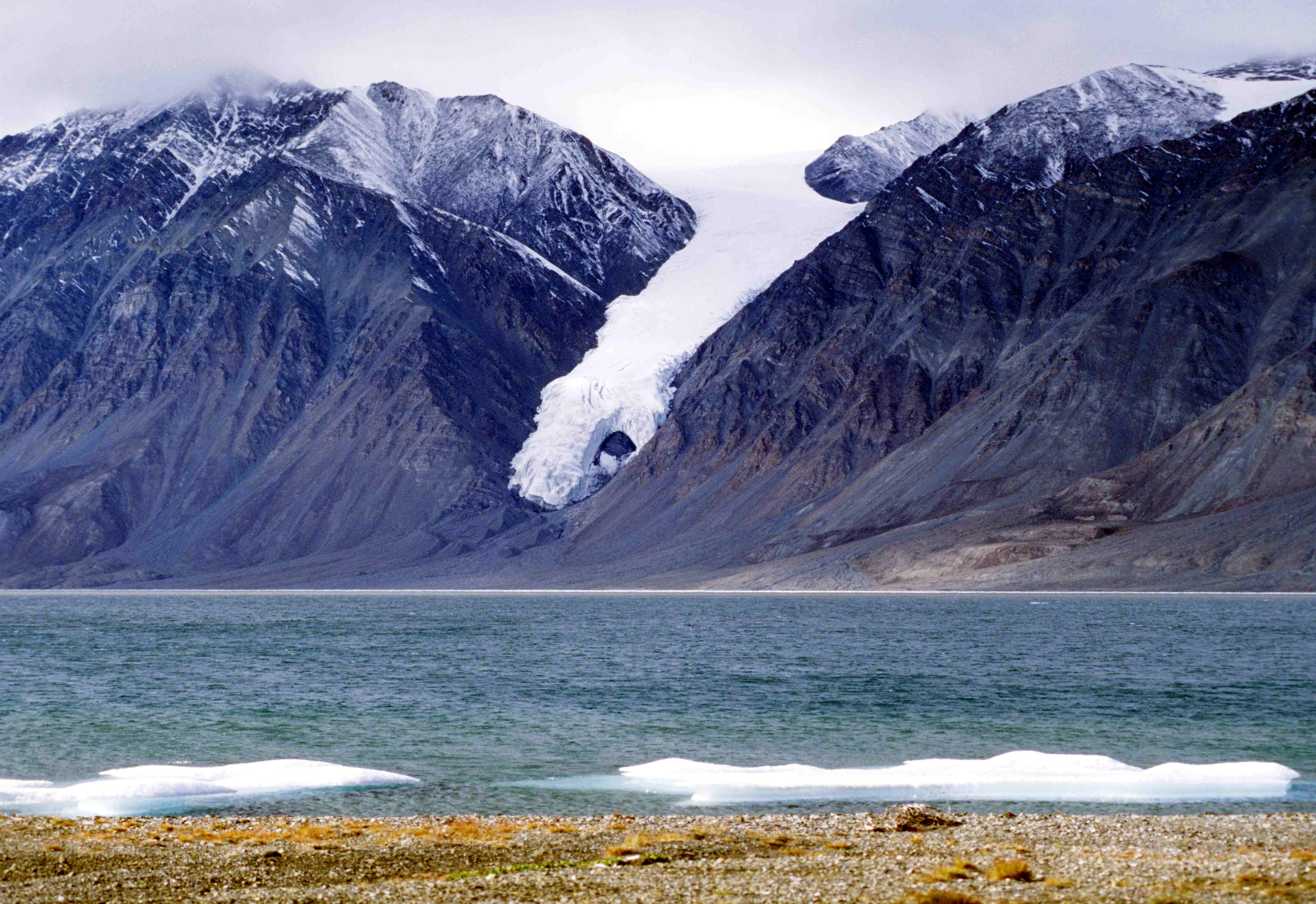
Lodowiec Gull

Park Narodowy Quttinirpaaq (ang. Quttinirpaaq National Park, fr. Parc national Quttinirpaaq) – park narodowy położony w północno-wschodniej części wyspy Wyspa Ellesmere’a, na terytorium Nunavut w Kanadzie. Jest drugi najbardziej wysunięty na północ park narodowy na świecie, zaraz po Parku Narodowym Grenlandii w Danii. Park został utworzony w 1988 na powierzchni 37 775 km², co czyni go drugim co do wielkości parkiem Kanady. W języku inuktitut słowo Quttinirpaaq oznacza „szczyt świata”. 
Obszar ten jest zdominowany przez skały i lód. Jest to pustynia arktyczna z bardzo małą sumą opadów rocznych. Dostęp do parku jest bardzo utrudniony ze względu na brak infrastruktury drogowej. Dostęp drogą lotniczą jest możliwy dzięki lotnisku Tanquary Fiord Airport, które jest utrzymywane przez Parks Canada - agencję rządową odpowiedzialną za utrzymanie kanadyjskich parków narodowych. Loty odbywają się z lotniska w osadzie Resolute. 

## Fauna
W parku występują m.in. zając polarny, renifer oraz piżmowół. Aczkolwiek rzadka roślinność i niskie temperatury pozwalają na przetrwanie jedynie małym populacjom. Flora i fauna jest skoncentrowana głównie w pobliżu jeziora Hazen.